# Skalni golob
Skalni golob (znanstveno ime Columba livia) je vrsta ptice iz družine golobov (Columbidae), iz katerega se je razvil domači golob.

## Taksonomija
Skalnega goloba je leta 1789 prvi znanstveno opisal nemški naravoslove Johann Friedrich Gmelin v njegovi prenovljeni in razširjeni izdaji dela Systema Naturae, ki ga je napisal Carl Linnaeus. Gmelin je to vrsto uvrstil v rod Columba, kamor sodijo golobi in grlice in mu dal dvočlensko ime Columba livia. Vrstni pridevek livia je variacija srednjeveške latinske besede livida, "modrikast, modrikasto-siv".

### Podvrste
Priznanih je devet podvrst:
- C. l. livia Gmelin, JF, 1789 – zahodna in srednja Evropa, severna Afrika do srednje Azije
- C. l. gymnocycla Gray, GR, 1856 – Mauritanija in Senegal do južnega Malija in Gane
- C. l. targia Geyr von Schweppenburg, 1916 – severni Mali in južna Alžirija do srednjega Sudana
- C. l. schimperi Bonaparte, 1854 – vzhodni Egipt, južni Sudan in Eritreja
- C. l. dakhlae Meinertzhagen, R, 1928 –zahodni Egipt
- C. l. palaestinae Zedlitz, 1912 – Sinajski polotok (Egipt), Sirija ter zahodni in južni Arabski polotok
- C. l. gaddi Zarudny & Loudon, 1906 –  vzhodna Turčija do Uzbekistana, zahodni in severni Afganistan
- C. l. neglecta Hume, 1873 – zahodni Pakistan in vzhodni Afganistan do Himalaje
- C. l. intermedia Strickland, 1844 – južna Indija in Šrilanka

## Opis in biologija
V dolžino meri med 32 in 37 cm, razpon peruti pa znaša med 64 in 72 cm. V Sloveniji je skalni golob stalnica. Vali čez celo leto, samica pa v gnezdo odloži po dve jajci. Letno lahko ima od 2-3 legla.
Osnovna barva perja je svetlo siva, ob strani vratu p aima skalni golob vijoličasto in zeleno liso. Na perutih ima dve belo-črni progi. V naravi doseže med 238 in 380 g telesne teže. Šarenica je rdeča, ali zlato oranžna, koža okoli oči pa je modrikasto siva. Kljun je dolg okoli 1,8 cm in je sivo črne, noge pa so škrlatno rdeče barve. Rep je dolg med 9,5 in 11 cm. Stopala so dolga med 2,6 in 3,5 cm.